# Sędziszów Małopolski
Sędziszów Małopolski (udtale: [sɛɲˈd͡ʑiʂuf mawɔˈpɔlskʲi])  er en by i den centrale del af Voivodskabet Nedrekarpater i det sydøstlige Polen.  Rzeszów  har 12.313(2021) indbyggere og et areal på 	36,99   km².  Den er en del af   powiatet (amt) Ropczyce-Sędziszów. 
Sędziszów ligger i den østlige del af Lillepolen, nær den historiske grænse mellem Lillepolen og Røderutenien.

## Beliggenhed
I middelalderen lå Sędziszów Małopolski på grænsen mellem Kongeriget Polen og Røderutenien. I 1340, efter at kong Kazimir Wielki annekterede Ruthenien, mistede Sędziszów sin status som grænseby. Byen ligger mellem to geografiske regioner i Polen - Karpaterne, og Sandomierz-bækkenet.  Sędziszów Małopolski ligger langs den Europavej E40 samt jernbanelinjen som går fra Kraków mod grænsen til Ukraine.

## Historie
De første omtaler om Sędziszów Małopolski er fra 1320'erne, hvor dens sognekirke tilhørte dekanatet i Dębica. Landsbyen tilhørte Odrowąż-familien, og på grund af Jan Odrowążs indsats fik Sędziszów Magdeburg-rettigheder den 28. februar 1483 af kong Kasimir 4. Jagiellon. I 1512 modtog Sędziszów rettighederne til at organisere ugentlige markeder (om tirsdagen), og i 1555 overgik byen til Tarnowski-familien. I 1620'erne tilhørte det Mikołaj Spytko Ligęza, som byggede veje og styrkede flodbredderne. I 1649 tilhørte Sędziszów Małopolski Lubomirski-familien, og byen havde en dårlig periode i 1650'erne. Først var der en pest, som decimerede befolkningen (1652), og derefter, under Karl 10. Gustavs polske krig, blev Sędziszów ødelagt af Georg 2. Rákóczis hær. I 1661 overgik byen til Potocki-familien, som en medgift i et bryllup mellem Feliks Kazimierz Potocki og Krystyna Lubomirska. Potockis foretog flere investeringer i Sędziszów Małopolski, byggede et rådhus, en ny sognekirke og et kloster.